# アシュク・タッペ駅
アシュク・タッペ駅（ペルシア語: ایستگاه راه‌آهن اشک تپه）はイランのゴレスターン州アシュク・タッペにある、イラン・イスラーム共和国鉄道（IR）の駅。イラン縦貫鉄道の北端である。トルクメニスタンとの国境駅であり、さらに北へはカザフスタン-トルクメニスタン-イラン鉄道が接続している。

## 駅周辺
- アルマガル湖（英語版、ペルシア語版）
- アルマガル湖公園
- アジゴル湿地（フランス語版、ペルシア語版）

## 隣の駅
イラン・イスラーム共和国鉄道
カザフスタン-トルクメニスタン-イラン鉄道、イラン縦貫鉄道
アクヤヤイラ駅 - アシュク・タッペ駅 - エンジェ・ブロン駅